# Teatr Ludzi Upartych
Teatr Ludzi Upartych – grupa teatralna działająca od 1952 r. przy Teatrze Impresaryjnym im. Włodzimierza Gniazdowskiego we Włocławku. 

## Historia
Grupa utworzona została w roku 1952 jako Zespół Teatralny Związku Nauczycielstwa Polskiego. Pierwszą premierą włocławskiego Teatru Ludzi Upartych był w roku 1952 Dom otwarty Michała Bałuckiego. W rok później reżyserem i kierownikiem grupy został Włodzimierz Gniazdowski, przodownik teatru we Włocławku. Wkrótce nazwa została zmieniona na tę, pod którą znamy ją dzisiaj - Teatr Ludzi Upartych. Pod jego kierownictwem grupa występowała w wielu miastach Polski, m.in. w Warszawie. 
W roku 1964 kierownikiem został Stanisław Strubiński, a w latach 1965–1975 Tadeusz Kieloch. W latach 1976–2002 grupę prowadził Waldemar Manowski. Od 2002 roku kierownikiem Teatru Ludzi Upartych został Jan Polak, także dyrektor Teatru Impresaryjnego.
Od 2010 roku grupa rozdaje w Międzynarodowy Dzień Teatru (27 marca) nagrodę Uparciuchów.
W Teatrze Ludzi Upartych od samego początku grają zarówno osoby starsze i doświadczone, jak i młodzi ludzie jeszcze kształcący się. Obecnie w grupie przeważają właśnie uczniowie.

## Repertuar
Grupa wystawia na bieżąco nowe sztuki, a także regularnie wystawia te, które swoje prapremiery miały już przed laty. Są to m.in. Antygona, Białe noce, Ptasie radio, Królewna Śnieżka, Cyrulik sewilski, Ania z Zielonego Wzgórza, Moralność pani Dulskiej, Zemsta, Maturzyści, Maria Stuart, Dom otwarty i inne. W ostatnich latach zespół można oglądać w przedstawieniach: Pastorałka, Lokomotywa, Pchła Szachrajka, Krasnoludki są na świecie, Mieszczanin szlachcicem, Oświadczyny.